# Magnolia mexicana
El yoloxochitl (Magnolia mexicana) es un árbol de la familia Magnoliaceae. En la época precolombina, yolloxochitl era uno de los árboles ornamentales más apreciados en los jardines de Moctezuma, por su apariencia como por sus cualidades aromáticas y hasta por sus propiedades mágicas.
El estudio de las magnolias ha conducido a la descripción de nuevas especies, pasando de 11 en 1994 a más de 40 en la actualidad. La mayoría son endémicas y con serias amenazas a su permanencia y limitaciones en información sobre su distribución, biología y ecología. En particular Magnolia mexicana ha sido clave en el nuevo inventario de las magnolias mexicanas al reclasificarse algunas poblaciones a M. zoquepopolucae, M. lopezobradori, M. sinacacolinii, M. jaliscana, M. perezfarrerae, M. lacandonica, M. macrocarpa, M. wendtii, M. ofeliae y M. decastroi de forma que de la que se consideró una única especie en la sección Talauma en México, con distribución en Oaxaca, Puebla, Veracruz, Chiapas y Guatemala, ha replanteado su área de distribución a poblaciones relictuales en los primeros tres estados mencionados.
Magnolia mexicana ha sido asociada al nombre náhuatl “yoloxóchitl”, y se señaló a los estados de Veracruz, Morelos y Ciudad de México como sitios de origen y distribución concordando con lo asentado en el Códice Durán, donde se relata que durante el reinado de Moctezuma I, fueron traídos estos árboles de Cuetlaxtla (actual Veracruz) a lo que hoy es Oaxtepec en el Estado de Morelos para conformar el que fue el primer jardín botánico de América. Se ha observado que las magnolias de México tienen especiación alopátrica, donde las diferencias ambientales o geográficas son muy importantes en la separación de poblaciones en especies diferentes. El término “yoloxóchitl” se ha asociado históricamente con Magnolia mexicana, tradicionalmente ha sido muy utilizada para enfermedades nerviosas y del corazón. Es un árbol con hojas de 18 a 50 cm de largo, elípticas, peciolos largos de 5.2 a 7.8 cm, flores grandes de 18 a 20 cm con más de 180 estambres. El fruto mide 15 cm y tiene de 38 a 50 carpelos. Se reportó en Morelos, Puebla, Veracruz y Norte de Oaxaca en bosques subdeciduos pero actualmente su presencia se comprueba en Veracruz. También es una especie amenazada de extinción por la disminución en sus poblaciones y áreas donde prospera. Magnolia mexicana ha sido de importancia económica debido a su uso local para aromatizar alimentos, medicinas y madera.

### Sinonimia
- Talauma mexicana (DC.) G. Don, 1831
- Talauma macrocarpa Zucc., 1836